# Hillerød
Hillerød est une commune de la région de Hovedstaden, dans le Nord-Est de l'île de Sjælland, au Danemark.
La ville seule comptait 33 079 habitants en 2019, la commune 51183 au 1er janvier 2020. Le 1er janvier 2007, la municipalité de Skævinge lui fut rattachée.
Ville de tourisme, elle est surtout connue pour le Château de Frederiksborg, construit à la Renaissance, qui accueille aujourd'hui le Musée national d'histoire danois.

## Géographie

### Localisation
Hillerød est située au nord de Copenhague, à environ dix kilomètres. Elle est la préfecture de la région Hovedstaden, région de la capitale du Danemark. Les municipalités voisines sont Fredensborg à l'est, Gribskov au nord, Frederiksværk-Hundested à l'ouest, le Frederikssund et le Allerød au sud.

### Transports
Hillerød est desservie par une gare ferroviaire qui porte son nom, la Gare d'Hillerød. La ligne A des trains S-tog de la banlieue de Copenhague ont pour terminus cette gare, permettant de rejoindre le centre-ville de Copenhague en environ une demi-heure. Les trains du réseau ferroviaire local Lokaltog desservent également cette gare.

## Histoire

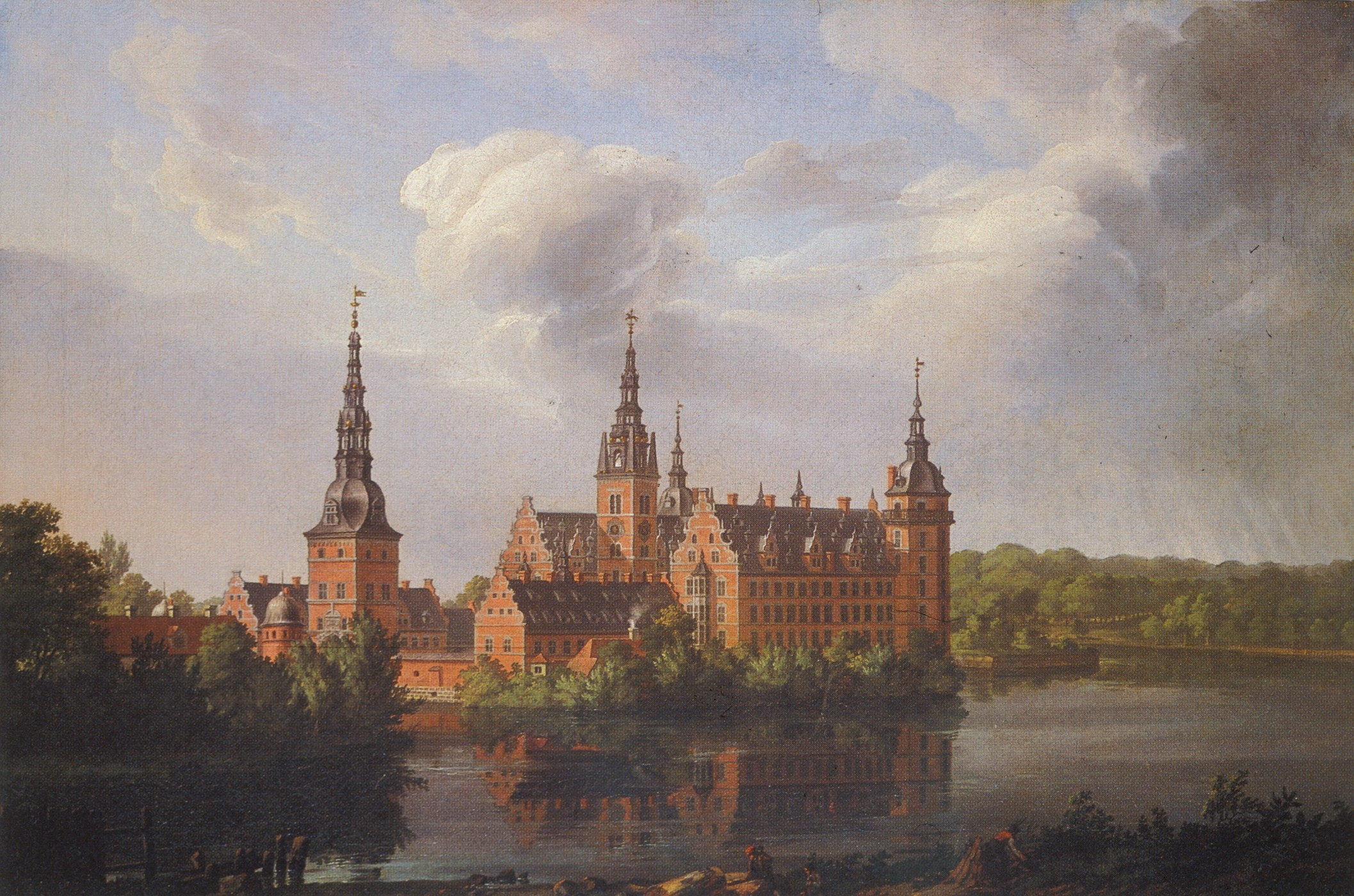
Le Château de Frederiksborg en 1814, peint par J.-C. Dahl.

Le château de Frederiksborg (Frederiksborg slot), situé à dix kilomètres au nord de Copenhague, a été pendant longtemps le lieu de résidence et de sacre des monarques du Danemark (voir Liste des monarques de Danemark). Bâti selon les plans de l'architecte hollandais Hans van Steenwinckel l'Ancien entre 1599 et 1622, cet édifice est un authentique chef-d'œuvre du style Renaissance. Baptisé ainsi en l'honneur de Frédéric II, le bâtiment, qui est le plus grand palais de Scandinavie, est le joyau emblématique de la monarchie absolue danoise. Une période de troubles ampute le château d'une partie de ses trésors : en 1659, les Suédois envahissent le palais et pillent une grande partie des œuvres d'art qu'il recelait (elles ont été restituées depuis). Le souverain Frédéric VII fait reconstruire le château ravagé par un incendie deux siècles après, à la pierre près, grâce à un emprunt national. À partir de 1878, le château de Frederiksborg intègre dans les ailes du Roi et de la Princesse le musée national d'Histoire qui abrite la plus belle collection de portraits et de peintures ayant trait à l'histoire du pays en plus d'une exposition de riches mobiliers ayant appartenu à la famille royale.

## Personnalités liées à Hillerød
- Clara Tybjerg (1864-1941), féministe et pacifiste danoise, y a vécu quelques années à partir de 1925.
- Jutta Graae (1906-1997), résistante danoise, y est née.